# Isla privada

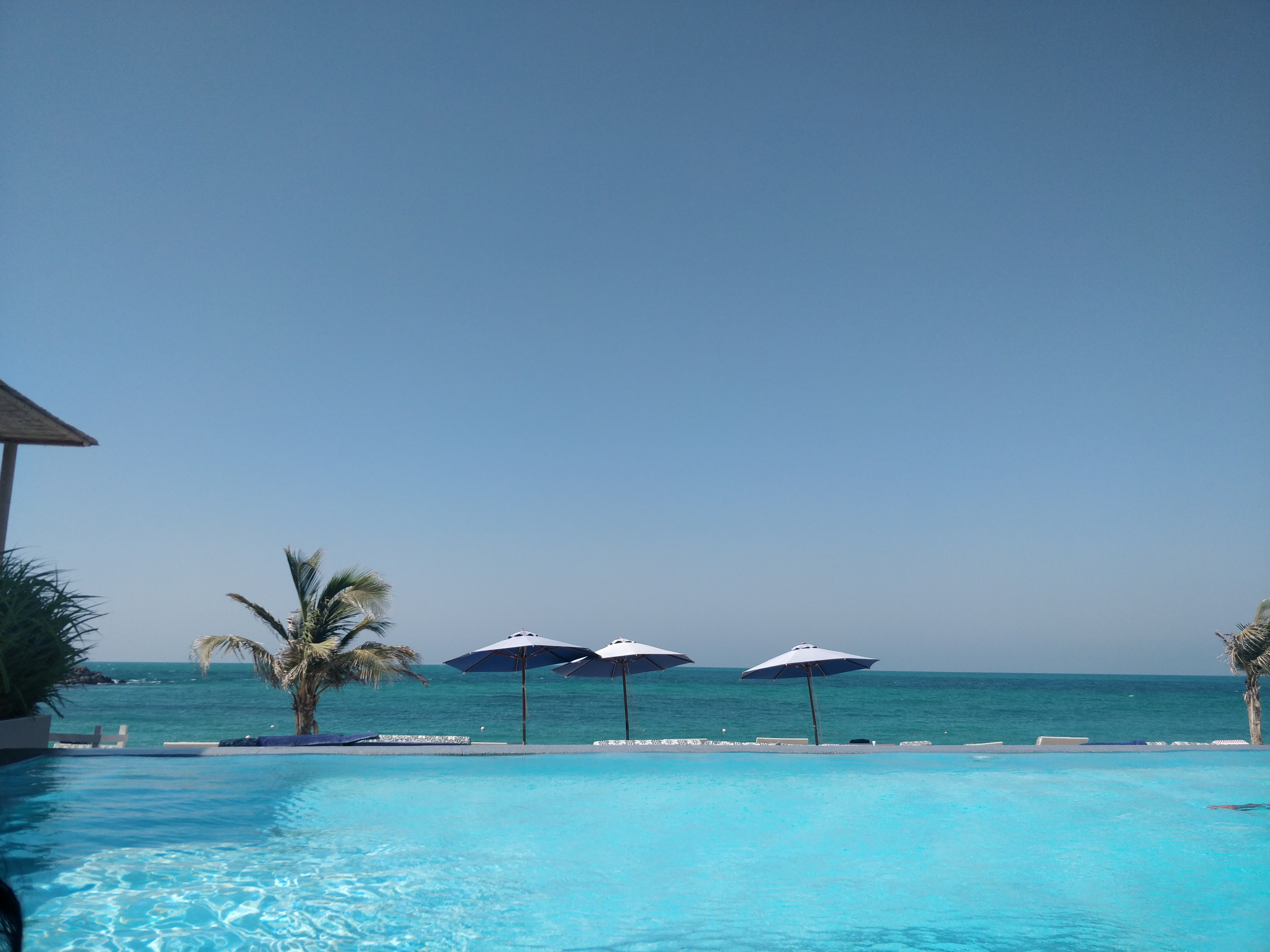
Algunos de los artistas y personalidades más exitosos del mundo son poseedores de estos lugares paradisiacos.

Una isla privada es una isla que pertenece totalmente a un propietario o conjunto de propietarios. Existen en todo el mundo y muchas de ellas no están pobladas. Otras muchas son centros turísticos o residencias vacacionales de los propietarios. Aunque esta exclusividad da el control sustancial al dueño sobre la propiedad, se encuentran dentro de la jurisdicción de los gobiernos nacionales y locales en la mayoría de los casos.

## Lista de islas privadas
- Marlon Brando - Tetiaroa, Polinesia Francesa.
- John Lennon - Dorinish Island en Clew Bay, Condado de Mayo, Irlanda.
- Mel Gibson - Isla Mago, Fiyi.
- Errol Flynn - Navy Island, Port Antonio, Jamaica.
- Gene Hackman - Isla en Columbia Británica, Canadá.
- Diana Ross (actriz y cantante) - (Antiguamente) Taíno, Polinesia Francesa.
- Ted Turner - Isla St Phyllis , Carolina del Sur.
- Dietrich Mateschitz - Isla Laucala, Fiyi.
- Raymond Burr - Isla Naitoumba, Fiyi.
- Sir Richard Branson Necker Is & Moskito Island - Islas Vírgenes Británicas.
- Makepeace Island - Australia.
- Dmitry Rybolovlev- Isla de Skorpios, Grecia.
- David Copperfield - Musha Cay, Bahamas.
- Charles A. Lindbergh - Illiec Island a distancia de la costa de Bretaña.
- Familia Roca - Isla de Colom, Menorca, España.
- Familia Moreno - Isla de la princesa Cristina, España.
- Familia Cinnamond - Isla Espalmador, Formentera, España.
- Familia Bacardí - Isla cerca de Granada.
- Familia Disney - Echo Island, Islas San Juan - Washington.
- Familia Du Pont - Cherry Island, Chesapeake Bay, Maryland.
- Lawrence Rockefeller - Sandy Cay, Jost Van Dyke BVI.
- Barón Rothschild - Bell Island, Bahamas.
- Edward De Bono - Green Island - Australia, Tessera - Italia, Reklusia - Bahamas.
- Princesa Nina Aga Khan - Pellew Island, Port Antonio, Jamaica.
- Rafael Gutierrez Arcos - Isla de Manhattan, Nueva York.
- Dean Kamen - North Dumpling Island, Connecticut.
- Gianni Agnelli - Dino Island, a distancia de la costa de Calabria.
- Michael Ondaatje - Varias islas, Mahone Bay, Irlanda.
- Pablo Alejandro Ulvbein - Isla de Lanai, Hawái.